# Red Desert
Red Desert è un film del 1949 diretto da Ford Beebe.
È un western statunitense con Don 'Red' Barry, Tom Neal, Jack Holt e Margia Dean.

## Produzione
Il film, diretto da Ford Beebe su una sceneggiatura di Daniel B. Ullman e Ron Ormond e un soggetto di Ullman, fu prodotto dallo stesso Ormond per la Lippert Pictures (la produzione è accreditata nei titoli come "A Robert L. Lippert Production") e girato nei Nassour Studios e a Red Rock Canyon, California, da fine giugno all'inizio di luglio del 1949. Il titolo di lavorazione fu Texas Manhunt.

## Distribuzione
Il film fu distribuito negli Stati Uniti dal 17 dicembre 1949 al cinema dalla Screen Guild Productions. È stato distribuito anche in Germania Ovest con il titolo Hände hoch, Old Boy.

## Promozione
Le tagline sono:
- ADVENTURE blazes across the... Red Desert
- Relentless man-hunt and blood-thrilling excitement!